# Domenico Veneziano

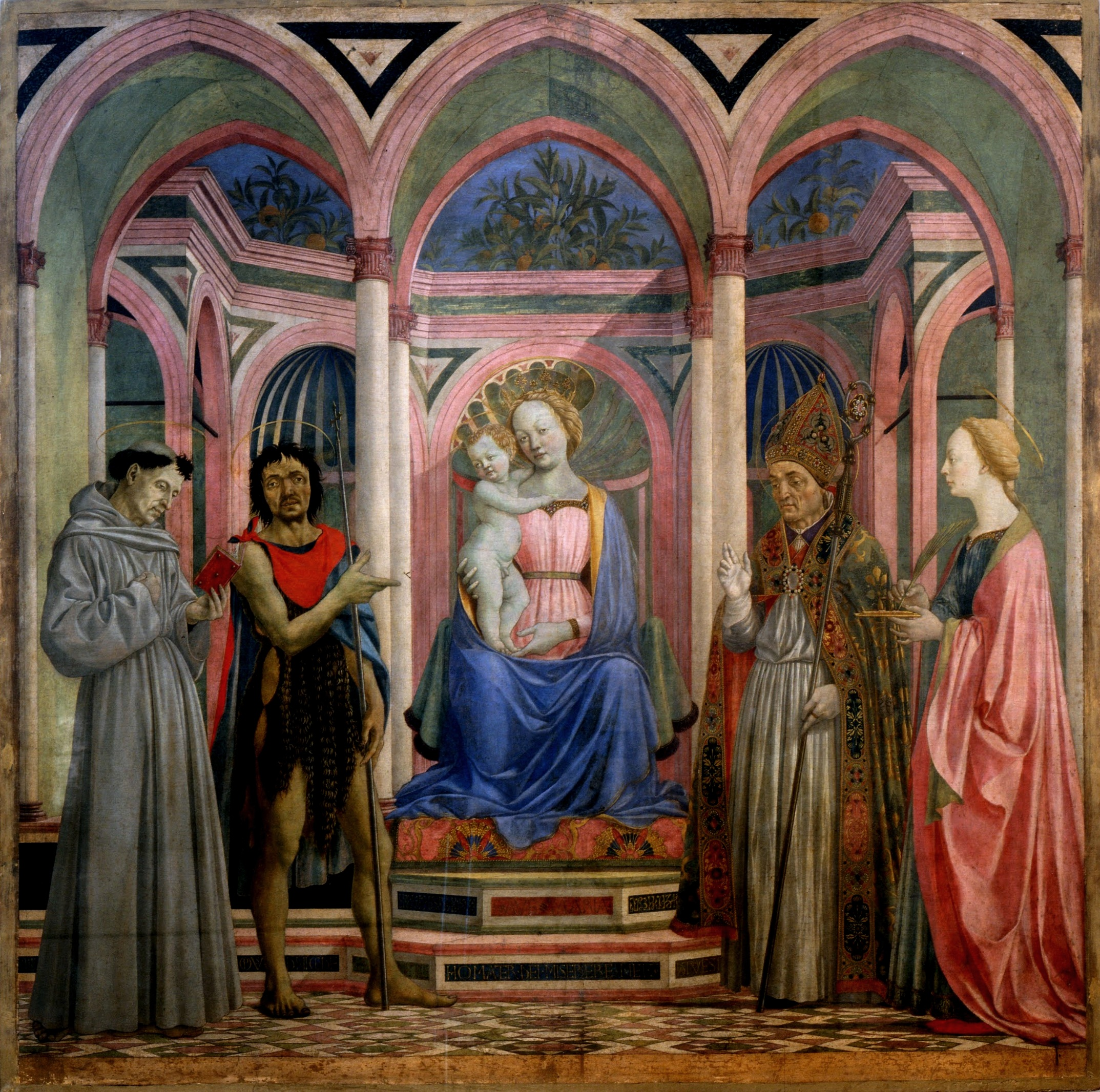
Madonna z Dzieciątkiem i świętymi, ok. 1445, Galeria Uffizi

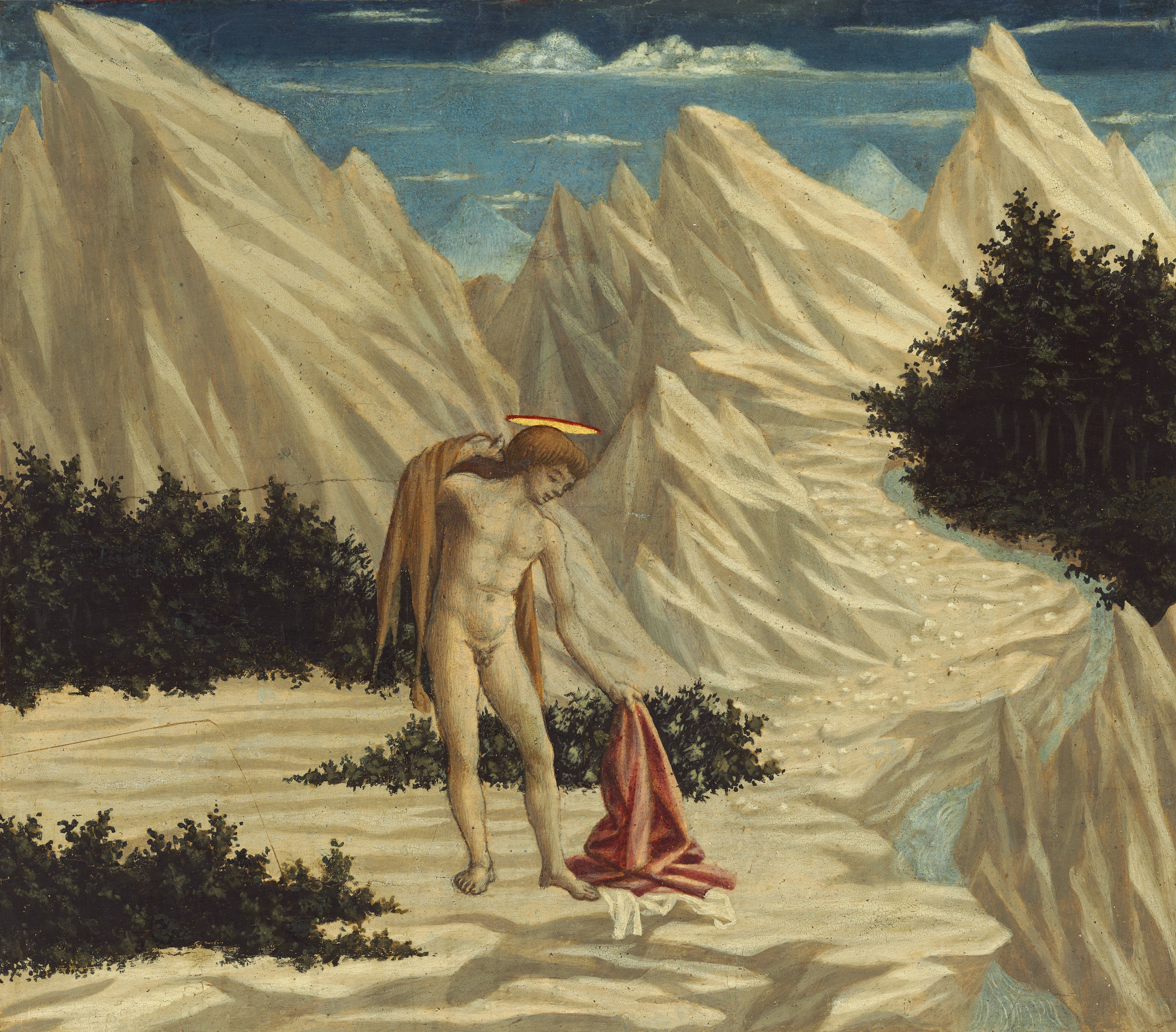
Jan Chrzciciel na pustyni, ok. 1445, National Gallery of Art

Domenico Veneziano właściwie Domenico di Bartolomeo da Venezia (ur. ok. 1410, zm. 1461) – włoski malarz renesansowy.
Z pochodzenia był Wenecjaninem, a tworzył we Florencji. Być może to właśnie związki z Wenecją, która zawsze słynęła z kolorystyki, wpłynęły na zainteresowanie malarza chromatyką. Domenico Venziano eksperymentował także w zakresie techniki malarskiej, dodając do farb olej. Giorgio Vasari napisał, że Domenico Veneziano został zamordowany przez innego malarza, Andrea del Castagno. Wydaje się dziś jednak, że była to nieprawda, gdyż Castagno zmarł cztery lata przed swoją rzekomą ofiarą.
Do kaplicy rodziny Uzzano przy kościele Santa Lucia de’Magnoli, około 1445 roku namalował ołtarz, składający się z głównej sceny, ukazującej Madonnę z Dzieciątkiem i świętymi oraz z pięciu mniejszych obrazów, pierwotnie umieszczonych na predelli, a dziś rozrzuconych po różnych muzeach. W centrum przedstawienia zasiada Maryja na tronie; po bokach stoją święci: św. Franciszek, św. Jan Chrzciciel, św. Zenobiusz i św. Łucja. Postacie umieszczone są na tle architektury o cechach jeszcze gotyckich. Kolorystyka jest pastelowa, jasna, złożona z różu, błękitu, żółci i zieleni. Jedyny kontrast stanowi czerwień stroju Jana Chrzciciela, którego zresztą cała postać wyraźnie odcina się od pozostałych świętych, wytwornych i subtelnych.

## Dzieła artysty
Obrazy z predelli:
- Stygmatyzacja św. Franciszka, National Gallery of Art
- Jan Chrzciciel na pustyni,1445, National Gallery of Art
- Zwiastowanie, Fitzwilliam Museum, Cambridge
- Św. Zenobiusz dokonujący cudu, Fitzwilliam Museum, Cambridge
- Męczeństwo św. Łucji, Gemäldegalerie, Berlin
- Madonna z Dzieciątkiem i świętymi, ok. 1445, tempera na desce, 210 × 215 cm, Galeria Uffizi

Malarzowi przypisuje się też kilka portretów kobiecych, ukazujących modelki z profilu oraz wizerunki Madonny z Dzieciątkiem.